# The Blind Princess and the Poet
The Blind Princess and the Poet è un cortometraggio muto del 1911 diretto da David W. Griffith a Hollywood. È uno degli ultimi film che Florence La Badie girò per la Biograph prima di passare a lavorare per la Thanhouser Film Corporation dove divenne la stella della compagnia.

## Trama
A una principessa cieca viene predetto che non guarirà fino a quando non riceverà il suo primo bacio che dovrà essere un bacio d'amore disinteressato. La fanciulla resta cieca finché un umile poeta avvera la predizione e le restituisce la vista.

## Produzione
Il film fu prodotto dalla Biograph e fu girato a Hollywood.

## Distribuzione
Distribuito dalla General Film Company, il film - un cortometraggio in una bobina - uscì nelle sale cinematografiche statunitensi il 17 agosto 1911.